# Liste der Einträge im National Register of Historic Places im Brookings County

Lage des Brookings County in South Dakota

Die Liste der Einträge im National Register of Historic Places im Brookings County in South Dakota führt alle Bauwerke und historischen Stätten im Brookings County auf, die in das National Register of Historic Places aufgenommen wurden.

## Legende
| NRHP | Historic Place    |
| HD   | Historic District |

## Aktuelle Einträge
| [ 2 ] | Name                                                            | Bild                                                            | Eintragsdatum                 | Lage | Ort                     | Beschreibung                                                                              |
| ----- | --------------------------------------------------------------- | --------------------------------------------------------------- | ----------------------------- | --- | ----------------------- | ----------------------------------------------------------------------------------------- |
| 1     | Brookings Central Residential Historic District                 | Brookings Central Residential Historic District                 | 1994 ID-Nr. 94000558          | Abgegrenzt durch 3rd Street, 6th Street (SD 14), Medary Avenue und 5th Avenue sowie 521 und 601 4th Street 44° 18′ 35″ N, 96° 47′ 33″ W                               | Brookings               | Die beiden Adressen in der 4th Street kamen im Zuge einer Erweiterung des Distrikts hinzu |
| 2     | Brookings City Hall                                             | Brookings City Hall                                             | 1982 ID-Nr. 82003914          | 4th Street 44° 18′ 32″ N, 96° 47′ 57″ W | Brookings               |                                                                                           |
| 3     | Brookings Commercial Historic District                          | Brookings Commercial Historic District                          | 1988 ID-Nr. 88000029          | Entlang der Main Avenue zwischen den Eisenbahngleisen und der North 5th Street 44° 18′ 32″ N, 96° 47′ 53″ W                                                           | Brookings               |                                                                                           |
| 4     | Brookings County Courthouse                                     | Brookings County Courthouse                                     | 1976 ID-Nr. 76001715          | 4th Street Ecke 6th Avenue 44° 18′ 32″ N, 96° 47′ 43″ W | Brookings               |                                                                                           |
| 5     | Brookings University Residential Historic District              |                                                                 | 1999 ID-Nr. 99000210          | Abgegrenzt durch Harvey Dunn Street, Medary Avenue, 6th Street und Main Avenue 44° 18′ 52″ N, 96° 47′ 34″ W                                                           | Brookings               |                                                                                           |
| 6     | W. A. Caldwell House                                            | W. A. Caldwell House                                            | 1986 ID-Nr. 86002990          | 804 6th Avenue 44° 18′ 52″ N, 96° 47′ 38″ W | Brookings               |                                                                                           |
| 7     | Carnegie Public Library                                         | Carnegie Public Library                                         | 1980 ID-Nr. 80003717          | 524 4th Street 44° 18′ 32″ N, 96° 47′ 43″ W | Brookings               |                                                                                           |
| 8     | Chicago and Northwestern Railroad Depot                         | Chicago and Northwestern Railroad Depot                         | 1976 ID-Nr. 76001716          | Main Street 44° 18′ 25″ N, 96° 47′ 57″ W | Brookings               |                                                                                           |
| 9     | Ivan Cobel House                                                | Ivan Cobel House                                                | 2003 ID-Nr. 03000762          | 727 Main Avenue 44° 18′ 47″ N, 96° 47′ 56″ W | Brookings               |                                                                                           |
| 10    | Coolidge Sylvan Theatre                                         | Coolidge Sylvan Theatre                                         | 1987 ID-Nr. 87000224          | Medary Avenue 44° 18′ 59″ N, 96° 47′ 13″ W | Brookings               |                                                                                           |
| 11    | Coughlin Campanile                                              | Coughlin Campanile                                              | 1987 ID-Nr. 87000223          | Medary Avenue 44° 18′ 57″ N, 96° 47′ 16″ W | Brookings               |                                                                                           |
| 12    | Experimental Rammed Earth Machine Shed                          | Experimental Rammed Earth Machine Shed                          | 1993 ID-Nr. 93000869          | Nordwestliche Ecke des Campus der South Dakota State University 44° 19′ 14″ N, 96° 47′ 23″ W                                                                          | Brookings               |                                                                                           |
| 13    | Experimental Rammed Earth Wall                                  | Experimental Rammed Earth Wall                                  | 1991 ID-Nr. 91000850          | Medary Avenue hinter dem Dekanatsgebäude des Agricultural and Biological Sciences House auf dem Campus der South Dakota State University 44° 19′ 16″ N, 96° 47′ 18″ W | Brookings               |                                                                                           |
| 14    | Fishback House                                                  | Fishback House                                                  | 1976 ID-Nr. 76001717          | 501 8th Street 44° 18′ 52″ N, 96° 47′ 47″ W | Brookings               |                                                                                           |
| 15    | Graham House                                                    | Graham House                                                    | 1994 ID-Nr. 94000559          | 927 7th Street 44° 19′ 39″ N, 96° 47′ 33″ W | Brookings               |                                                                                           |
| 16    | John L. Hall House                                              | John L. Hall House                                              | 2010 ID-Nr. 10000955          | 121 Samara Avenue 44° 19′ 28″ N, 96° 55′ 42″ W | Volga                   |                                                                                           |
| 17    | E. E. Haugen House                                              | E. E. Haugen House                                              | 2010 ID-Nr. 10000047          | 202 5th Street 44° 18′ 37,2″ N, 96° 48′ 6,8″ W | Brookings               |                                                                                           |
| 18    | Henry-Martinson House                                           | Henry-Martinson House                                           | 1977 ID-Nr. 77001237          | 405 Kasan Avenue 44° 19′ 16″ N, 96° 55′ 36″ W | Volga                   |                                                                                           |
| 19    | Intermill House                                                 |                                                                 | 1997 ID-Nr. 97000427          | 46408 203rd Street 44° 26′ 36″ N, 96° 55′ 30″ W | Bruce                   |                                                                                           |
| 20    | Lockhart House                                                  | Lockhart House                                                  | 2010 ID-Nr. 10000954          | 1001 6th Avenue 44° 19′ 1″ N, 96° 47′ 43″ W | Brookings               |                                                                                           |
| 21    | Herman F. Micheel Gothic Arched-Roof Barn                       | Herman F. Micheel Gothic Arched-Roof Barn                       | 1991 ID-Nr. 90002207          | Rund drei Kilometer östlich der I 29 44° 30′ 35″ N, 96° 42′ 27″ W | nordwestlich von White  |                                                                                           |
| 22    | Nick's Hamburger Shop                                           | Nick's Hamburger Shop                                           | 1986 ID-Nr. 86003008          | 427 Main Avenue 44° 18′ 36″ N, 96° 47′ 56″ W | Brookings               |                                                                                           |
| 23    | Pioneer Park Bandshell                                          | Pioneer Park Bandshell                                          | 19. Nov. 2007 ID-Nr. 07001208 | US 14 Ecke 1st Avenue 44° 18′ 46″ N, 96° 48′ 18″ W | Brookings               |                                                                                           |
| 24    | St. Mary's School                                               | St. Mary's School                                               | 1996 ID-Nr. 96001228          | 220 East 3rd Street 44° 14′ 5″ N, 96° 28′ 47″ W | Elkton                  |                                                                                           |
| 25    | Sexauer Seed Company Historic District                          | Sexauer Seed Company Historic District                          | 2001 ID-Nr. 01001225          | Abgegrenzt durch Main Avenue, die Eisenbahngleise, 2nd Street und 6th Avenue 44° 18′ 21″ N, 96° 47′ 50″ W                                                             | Brookings               |                                                                                           |
| 26    | George P. Sexauer House                                         | George P. Sexauer House                                         | 1990 ID-Nr. 89002333          | 929 4th Street 44° 18′ 33″ N, 96° 47′ 18″ W | Brookings               |                                                                                           |
| 27    | Singsaas Lutheran Church                                        | Singsaas Lutheran Church                                        | 2003 ID-Nr. 03001070          | 19716 487th Avenue 44° 31′ 35″ N, 96° 28′ 0″ W | Lake Hendricks Township |                                                                                           |
| 28    | South Dakota Department of Transportation Bridge No. 06-129-020 |                                                                 | 1999 ID-Nr. 99001433          | Brücke der Local Road über den Big Sioux River 44° 30′ 53″ N, 96° 52′ 11″ W                                                                                           | Bruce                   |                                                                                           |
| 29    | South Dakota Department of Transportation Bridge No. 06-142-190 | South Dakota Department of Transportation Bridge No. 06-142-190 | 1999 ID-Nr. 99001431          | Brücke der Local Road über den Big Sioux River 44° 16′ 6″ N, 96° 50′ 35″ W                                                                                            | Brookings               |                                                                                           |
| 30    | Sterling Methodist Church                                       | Sterling Methodist Church                                       | 1989 ID-Nr. 89001723          | US 77 44° 27′ 21″ N, 96° 47′ 12″ W | östlich von Bruce       |                                                                                           |
| 31    | Stock Judging Pavilion                                          | Stock Judging Pavilion                                          | 1978 ID-Nr. 78002538          | 11th Street Ecke Medary Avenue auf dem Campus der South Dakota State University 44° 19′ 8″ N, 96° 47′ 18″ W                                                           | Brookings               |                                                                                           |
| 32    | Trygstad Law and Commerce Building                              | Trygstad Law and Commerce Building                              | 1984 ID-Nr. 84003244          | 401 Main Avenue 44° 18′ 33″ N, 96° 47′ 54″ W | Brookings               |                                                                                           |
| 33    | Volga Auditorium                                                | Volga Auditorium                                                | 2000 ID-Nr. 00000723          | 212 Kasan Avenue 44° 19′ 30″ N, 96° 55′ 35″ W | Volga                   |                                                                                           |
| 34    | Vostad Farm                                                     | Vostad Farm                                                     | 2005 ID-Nr. 05000283          | 2905 16th Avenue, West 44° 20′ 30″ N, 96° 49′ 46″ W | Brookings               |                                                                                           |
| 35    | Solomon Walters House                                           | Solomon Walters House                                           | 1978 ID-Nr. 78002539          | Railway Street 44° 26′ 8″ N, 96° 53′ 24″ W | Bruce                   |                                                                                           |
| 36    | Wenona Hall and Wecota Hall                                     | Wenona Hall and Wecota Hall                                     | 1980 ID-Nr. 80003718          | Medary Avenue 44° 19′ 4″ N, 96° 47′ 20″ W | Brookings               |                                                                                           |
| 37    | Woodbine Cottage                                                | Woodbine Cottage                                                | 1990 ID-Nr. 89002332          | 929 Harvey Dunn Street 44° 19′ 5″ N, 96° 47′ 18″ W | Brookings               |                                                                                           |
| 38    | Woodbine Cottage Experimental Rammed Earth Wall                 | Woodbine Cottage Experimental Rammed Earth Wall                 | 1991 ID-Nr. 91000849          | Westlich der Kreuzung von 10th Street und Medary Avenue auf dem Campus der South Dakota State University 44° 19′ 1″ N, 96° 47′ 19″ W                                  | Brookings               |                                                                                           |

## Frühere Einträge
| [ 2 ] | Name                                 | Bild | Eintragsdatum        | Lage                                             | Ort       | Beschreibung                     |
| ----- | ------------------------------------ | ---- | -------------------- | ------------------------------------------------ | --------- | -------------------------------- |
| 1     | William H. and Elizabeth Beals House |      | 2008 ID-Nr. 92000685 | 1302 6th Street 44° 18′ 44,2″ N, 96° 47′ 54,9″ W | Brookings |                                  |
| 2     | Farmers Store                        |      | 1979 ID-Nr. 78002537 | Main Street 44° 19′ 0,9″ N, 96° 47′ 4,8″ W       | Brookings | 1988 aus dem Register gestrichen |
| 3     | SDSU Extension Building              |      | 1978 ID-Nr. 78002537 | Rotunda Lane 42° 48′ 19,4″ N, 96° 20′ 53,9″ W    | Brookings | 1989 aus dem Register gestrichen |